# Wapen van Waterschap Noordoostpolder

Het wapen van Noordoostpolder

Het wapen van Noordoostpolder werd op 10 december 1987 per Koninklijk Besluit aan het Flevolandse waterschap Noordoostpolder toegekend. Het wapen bleef tot 2000 in gebruik, dat jaar fuseerden alle waterschappen in Flevoland tot het waterschap Zuiderzeeland dat geen wapen voert.

## Blazoenering
De blazoenering van het wapen luidde als volgt:
In zilver boven een burcht van keel, geopend en verlicht van het veld, met een opgetrokken valhek van sabel, beneden een schelvis van azuur; een schildzoom van azuur, waarin, uitgaande van het midden van de binnenzijden, de bovenhelften van vier lelies zijn uitgespaard. Het schild gedekt met een gouden kroon van vijf bladeren.
Het wapen is zilver van kleur met daarop een rode toren, de ingang is geopend en toont de kleur van het schild. Onder de toren een blauwe schelvis. Om het geheel heen een blauwe schildzoom met daarin vier keer de bovenzijde van een Franse lelie uitgesneden. Boven op het schild een gouden markiezenkroon.

## Vergelijkbare wapens
Onderstaane wapens zijn op symbolische gronden vergelijkbaar met dat van Noordoostpolder. De Franse lelie staat in dit wapen niet symbool voor de Heilige Maagd Maria, maar voor Ir. Lely, die een lelie in zijn familiewapen voerde. De lelie komt in meer gemeente- en waterschapswapens in de polders in de voormalige Zuiderzee voor:

Wapen van Flevoland
Het wapen van Fleverwaard
Wapen van Almere
Wapen van Dronten
Wapen van Lelystad
Wapen van Noordoostpolder
Wapen van Wieringermeer